# James Mullins (Politiker)

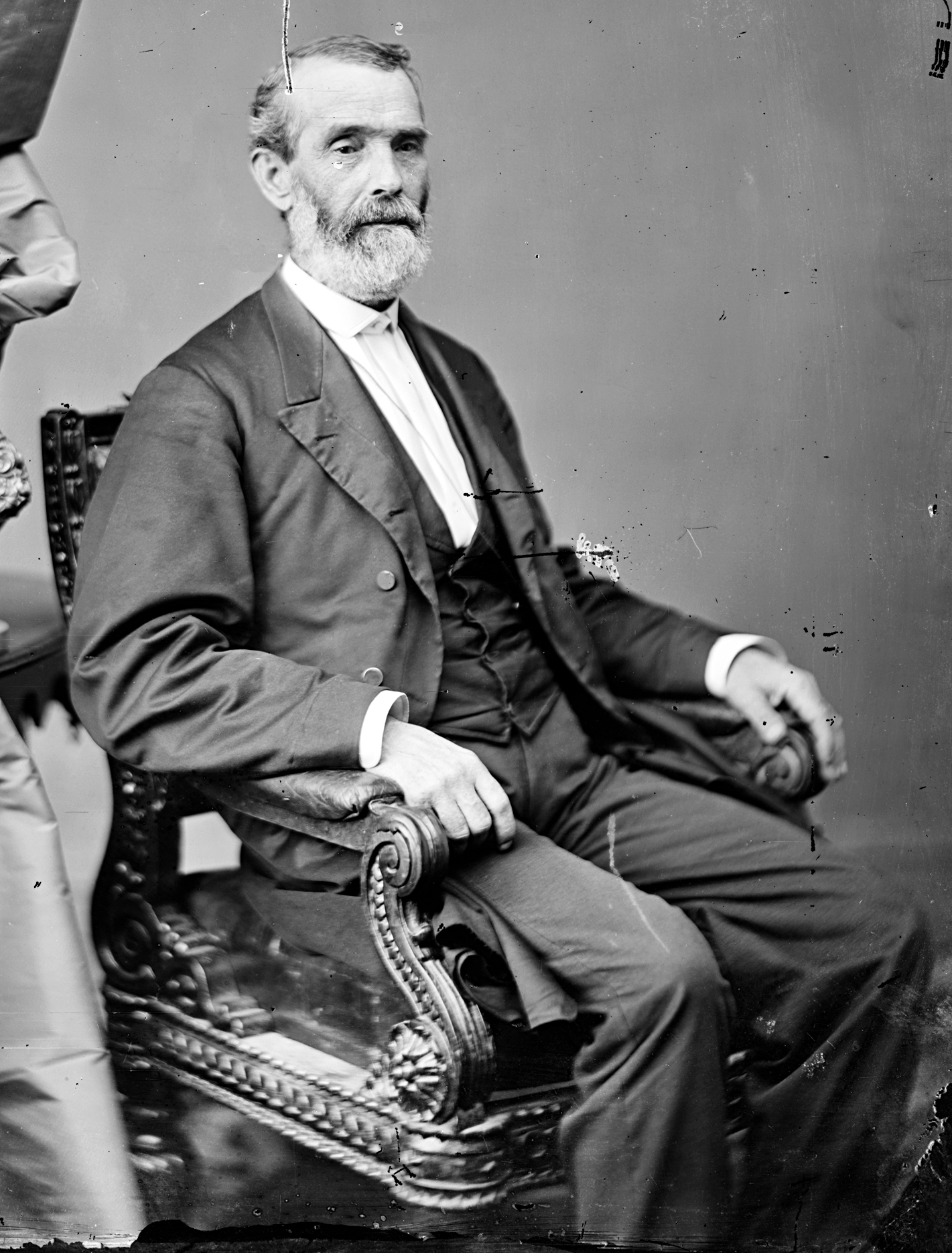
James Mullins

James Mullins (* 15. September 1807 im Bedford County, Tennessee; † 26. Juni 1873 in Shelbyville, Tennessee) war ein US-amerikanischer Politiker. Zwischen 1867 und 1869 vertrat er den Bundesstaat Tennessee im US-Repräsentantenhaus.

## Werdegang
James Mullins besuchte die Schulen seiner Heimat und absolvierte danach eine Lehre zum Maschinenschlosser. Im Jahr 1831 wurde er Oberst der Staatsmiliz. Zwischen 1840 und 1846 war Mullins als Sheriff Polizeichef im Bedford County. Im Vorfeld des Bürgerkrieges sprach er sich für einen Verbleib des Staates Tennessee in der Union aus. Wegen dieser Haltung musste er im Jahr 1862 aus seiner Heimat fliehen. In der Folge nahm er als Soldat im Heer der Union am Bürgerkrieg teil. Nach dem Krieg wurde er im Jahr 1865 als Republikaner in das Repräsentantenhaus von Tennessee gewählt, in dem er bis 1867 verblieb.
Bei den Kongresswahlen des Jahres 1866 wurde Mullins im vierten Wahlbezirk von Tennessee in das US-Repräsentantenhaus in Washington, D.C. gewählt, wo er am 4. März 1867 die Nachfolge von Edmund Cooper antrat. Bis zum 3. März 1869 konnte er eine Legislaturperiode im Kongress absolvieren. Diese waren von den Spannungen zwischen seiner Partei und Präsident Andrew Johnson bestimmt, die in einem nur knapp gescheiterten Amtsenthebungsverfahren gegen den Präsidenten gipfelten.
Nach seinem Ausscheiden aus dem US-Repräsentantenhaus zog sich James Mullins aus der Politik zurück. Er starb am 26. Juni 1873 in Shelbyville.